# Subaru Alcyone SVX
L'Alcyone SVX est un coupé sportif du constructeur automobile japonais Subaru produit de 1991 à 1997. Elle est dessinée par le designer italien Giorgetto Giugiaro. Elle est aussi appelée Alcyone SVX ou Subaru SVX. Elle a été diffusée à 24 379 exemplaires dans le monde, dont 2 470 en Europe. 52 exemplaires ont été vendus en France entre 1993 et 1996.

## Caractéristiques techniques
Avec l'Alcyone SVX, Subaru pénétrait dans le segment des GT luxueuses. Sa ligne insolite et sa découpe de vitres particulière lui conféraient une identité à part. 

### Motorisation
Le moteur de l'Alcyone SVX est un 6 cylindres (H6) de type boxer (cylindres à plat) de 3,3 litres et développant 233 ch. (230hp)

### Performance
Le coupé Subaru Alcyone SVX réalisait le 0 à 100 km/h en 7,6 secondes. De 1992 à 1993, la vitesse maximale était de 248 km/h et de 1994 à 1997, puis elle était bridée électroniquement à 232 km/h.

Subaru SVX
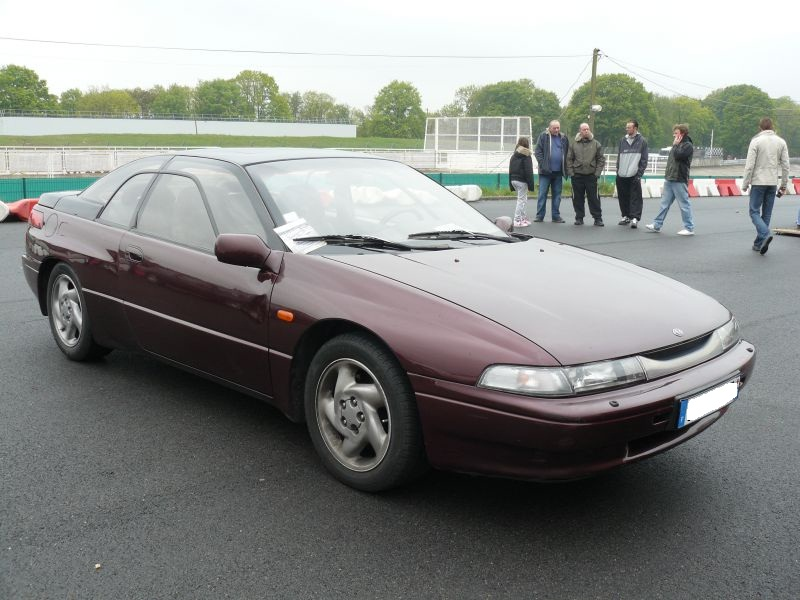
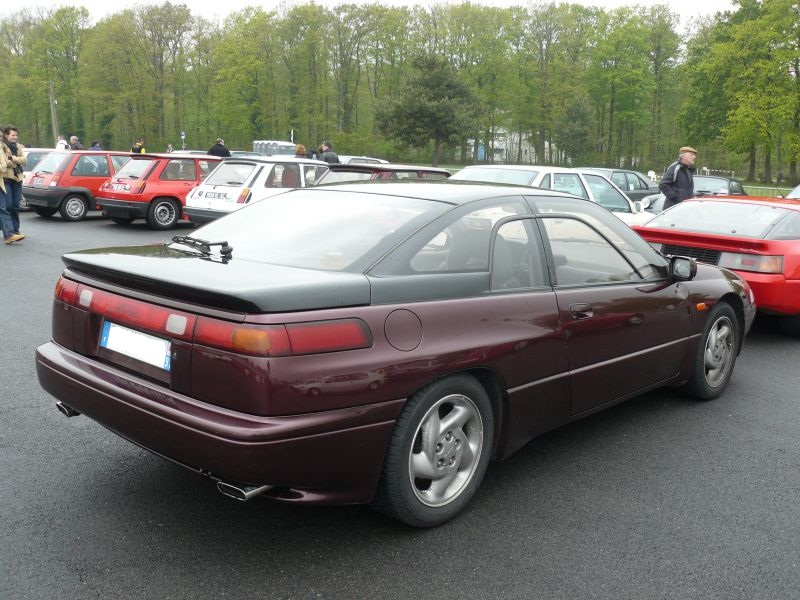